# GeForce FX
GeForce FX – piąta generacja procesorów graficznych z serii GeForce produkowanych przez firmę nVidia.

## Modele kart GeForce FX

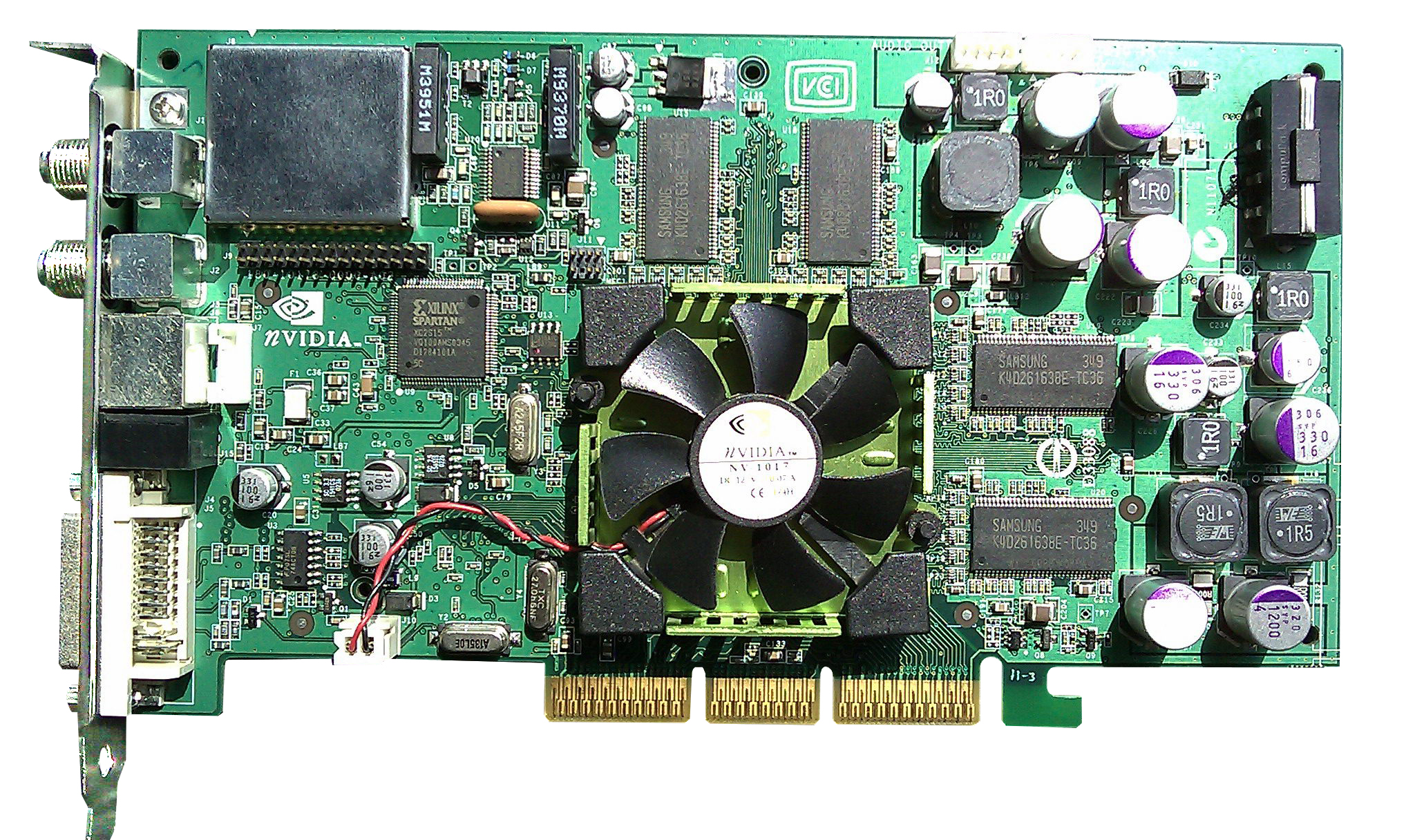
Personal Cinema FX 5700

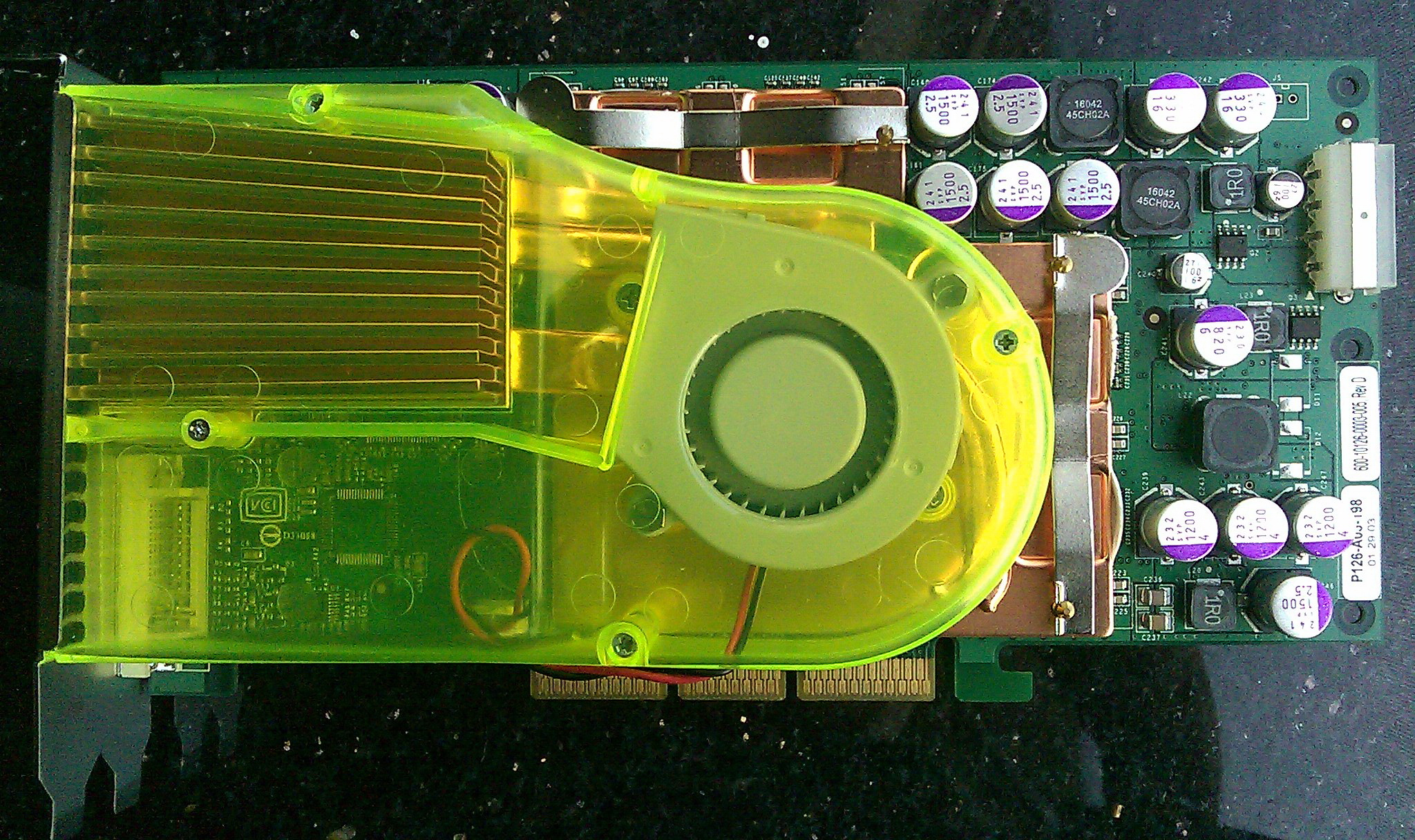
GeForce FX 5800 Ultra

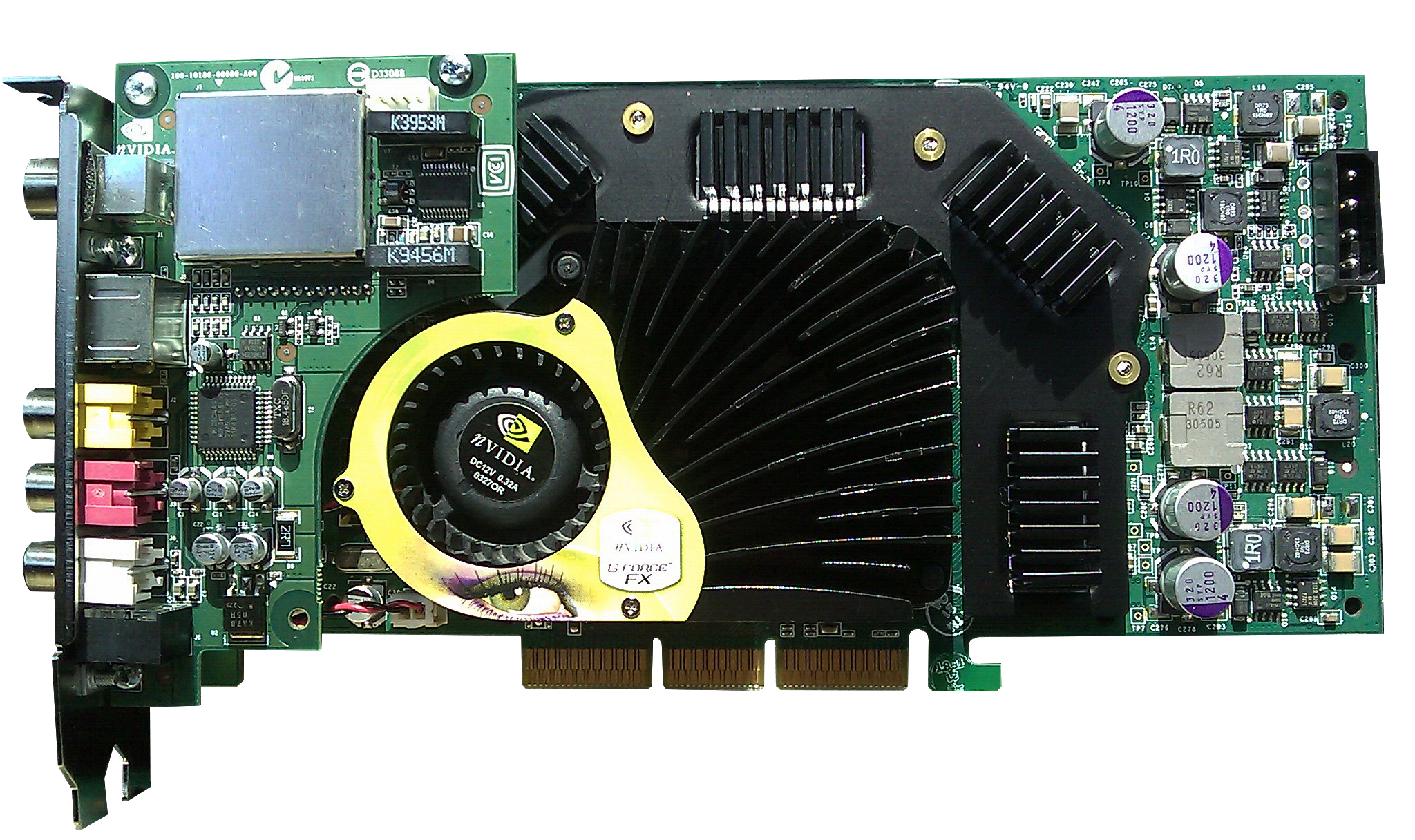
NVIDIA Personal Cinema FX 5900

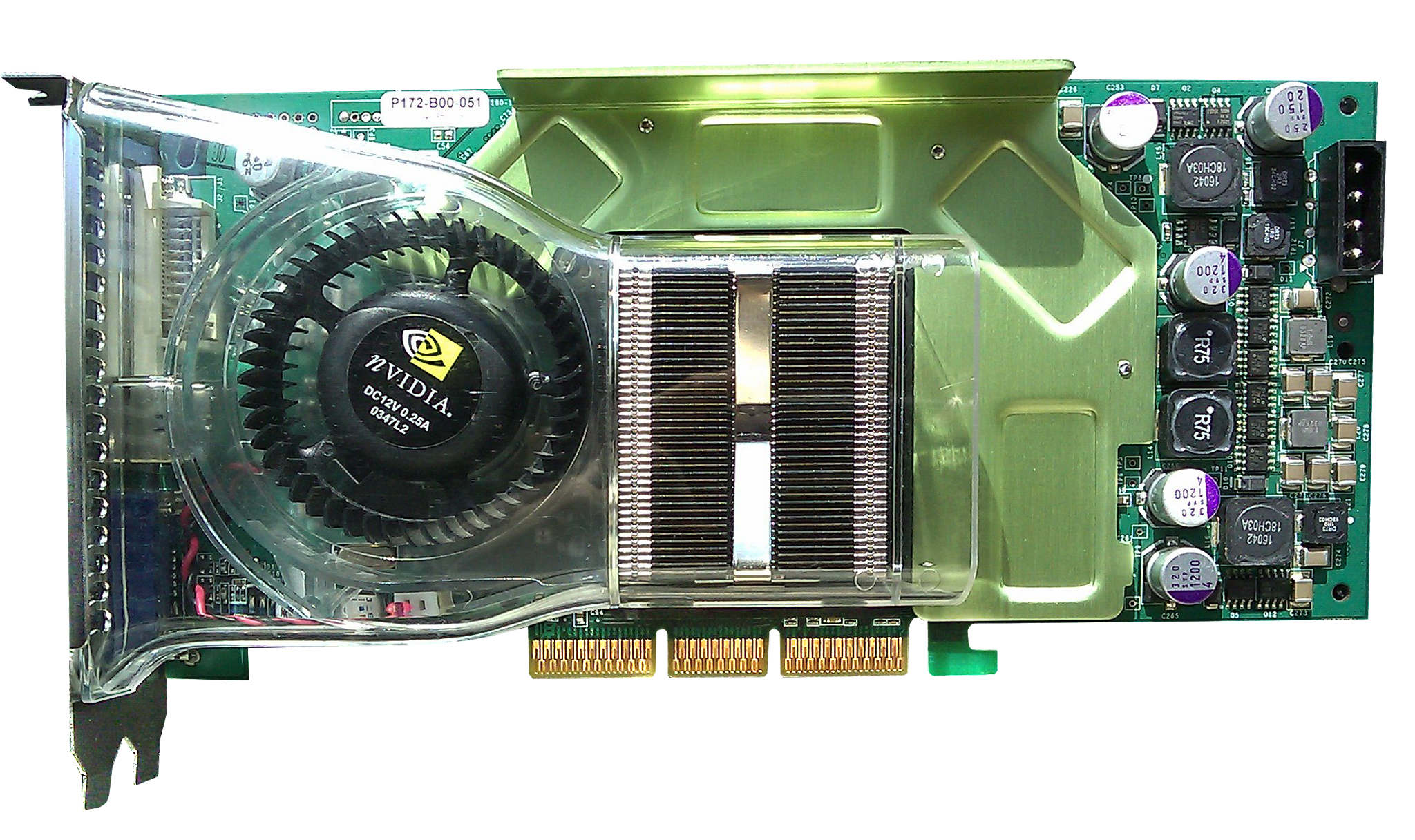
NVIDIA GeForce FX 5950 Ultra

| Nazwa         | Nazwa kodowa | Core Design | Częstotliwość jądro/pamięć | Rodzaj pamięci        |
| ------------- | ------------ | ----------- | -------------------------- | --------------------- |
| FX 5200       | NV34         | 1:2:4       | 250/325                    | 64 lub 128 bit        |
| FX 5200 Ultra | NV34         | 1:2:4       | 325/325                    | 128 bit               |
| PCX 5300      | NV34         | 1:2:4       | 250/325                    | 64 lub 128 bit        |
| FX 5500       | NV34         | 1:2:4       | 275/200                    | 128 bit               |
| FX 5600       | NV31         | 1:2:4       | 325/275                    | 64 lub 128 bit        |
| FX 5600 Ultra | NV31         | 1:2:4       | 350/350                    | 128 bit               |
| FX 5600 XT    | NV31         | 1:2:4       | 235/200                    | 128 bit               |
| FX 5700       | NV36         | 3:2:4       | 425/250                    | 128 bit               |
| FX 5700 LE    | NV36         | 3:2:4       | 250/200                    | 128 bit               |
| FX 5700 Ultra | NV36         | 3:2:4       | 475/450                    | 128 bit (DDR2/GDDR-3) |
| PCX 5700      | NV36         | 3:2:4       | 425/250                    | 128 bit               |
| PCX 5750      | NV36         | 3:2:4       | 475/425                    | 128 bit (GDDR-3)      |
| FX 5800       | NV30         | 3:4:4       | 400/400                    | 128 bit (DDR2)        |
| FX 5800 Ultra | NV30         | 3:4:4       | 500/500                    | 128 bit (DDR2)        |
| FX 5900       | NV35         | 3:4:4       | 400/425                    | 256 bit               |
| FX 5900 Ultra | NV35         | 3:4:4       | 450/425                    | 256 bit               |
| PCX 5900      | NV35         | 3:4:4       | 350/275                    | 256 bit               |
| FX 5900 XT    | NV35         | 3:4:4       | 400/350                    | 256 bit               |
| FX 5950       | NV38         | 3:4:4       | 475/475                    | 256 bit               |
| PCX 5950      | NV38         | 3:4:4       | 350/475                    | 256 bit               |